# کایل لافرتی
کایل لافرتی (انگلیسی: Kyle Lafferty؛ زادهٔ ۱۶ سپتامبر ۱۹۸۷) یک بازیکن فوتبال اهل ایرلند شمالی است.
از باشگاه‌هایی که در آن بازی کرده‌است می‌توان به باشگاه فوتبال رنجرز، باشگاه فوتبال برنلی، سیون، باشگاه فوتبال پالرمو، باشگاه فوتبال نوریچ سیتی، چای‌کار ریزه‌اسپور، باشگاه فوتبال بیرمنگام سیتی و تیم ملی فوتبال ایرلند شمالی اشاره کرد.